# Tibiaster
Tibiaster Tanasevič, 1987 è un genere di ragni appartenente alla famiglia Linyphiidae.

## Distribuzione
Le due specie oggi attribuite a questo genere sono endemismi del Kazakistan.

## Tassonomia
Dal 1995 non sono stati esaminati altri esemplari di questo genere.
A giugno 2012, si compone di due specie:
- Tibiaster djanybekensis Tanasevič, 1987[3] — Kazakistan
- Tibiaster wunderlichi Eskov, 1995 — Kazakistan